# Kadua knudsenii
Kadua knudsenii är en måreväxtart som beskrevs av Wilhelm B. Hillebrand. Kadua knudsenii ingår i släktet Kadua och familjen måreväxter. Inga underarter finns listade i Catalogue of Life.